# Gantofta
Gantofta è un'area urbana della Svezia situata nel comune di Helsingborg, contea della Scania.
La popolazione rilevata nel censimento 2010 era di 1 338 abitanti.